# Opus caementum
Opus caementum či Opus caementitium je název pro druh římského litého zdiva, převzatého od Řeků, kteří ho nazývali emplekton. Opus v latině znamená práci nebo činnost a caementum lomový kámen, zdivo nebo také přidaný materiál. Toto zdivo bylo tedy zpočátku bráno jako náhrada za zdivo z kamene nebo pálených cihel.
Později se ve středověku názvem „caementum“, „cimentium“ nebo „ciment“ označovala mletá moučka z cihelných střepů. V dnešní době se pak názvu cement používá pro hydraulické práškové pojivo.

## Příprava, vlastnosti a použití
Opus caementitium se připravoval ze směsi drceného kamene nebo štěrku a malty. Kamenivo bylo maximální zrnitosti 70 mm, malta se skládala z hydraulického pojiva (směs vápna a cihelné moučky nebo sopečného tufu) a písku. Směs se vlévala do bednění a pak se hutnila tlučením nebo pěchováním. Její vlastnosti po zatvrdnutí byly podobné dnešnímu betonu. Pomocí tohoto materiálu Římané realizovali řadu staveb. Občas tuto směs prokládali lomovým kamenem. Po zániku Římské říše se znalost výroby tohoto zdiva udržela pouze lokálně, v oblastech s nalezišti sopečných tufů. Proto ve středověku nebyla tato technologie všeobecně známá a k jejímu oživení dochází až během 17. a 18. století.
Srovnání s dnešním betonem z cementu a štěrku ukazuje, že pevnost římského betonu, která je okolo 40 MPa, je na stejné úrovni hodnot jako u dnešních normálních betonů.
Římané tento způsob zdění používali při stavbách akvaduktů, silnic, chrámů, divadel, lázní, obytných budov, cisteren, mostů, říčních i mořských přístavišť. Mezi nejznámější stavby, kde byl použit opus ceamentitium patří např. římský Pantheon, Koloseum nebo akvadukt Pont du Gard u Nîmes.